# Chvojnica (okres Prievidza)
Chvojnica je obec na Slovensku v okrese Prievidza v Trenčínském kraji. Žije zde 242 obyvatel.
První písemná zmínka o obci je z roku 1614. V obci je kamenný římskokatolický kostel Povýšení svatého Kříže z roku 1935.